# Nootkadrilus hamatus
Nootkadrilus hamatus är en ringmaskart som beskrevs av Baker 1982. Nootkadrilus hamatus ingår i släktet Nootkadrilus och familjen glattmaskar. Inga underarter finns listade i Catalogue of Life.